# Beurzerbeek (beek)
De Beurzerbeek is een beek in de Achterhoek in de Nederlandse provincie Gelderland.
De Beurzerbeek ontspringt net over de grens met Duitsland ten noordoosten van Winterswijk. Ten zuiden van Meddo mondt de Beurzerbeek uit in de Groenlose Slinge. Langs de beekoevers leven onder meer ijsvogels en aalscholvers. Samen met het aangrenzende gras- en bouwland vormt de Beurzerbeek het gelijknamige natuurgebied Beurzerbeek van 19 hectare.